# میلاد بیگی
میلاد بیگی هرچگانی (ترکی آذربایجانی: Milad Beygi Hərçigani؛ زادهٔ ۱ مارس ۱۹۹۱) تکواندوکار ایرانی الاصل اهل  جمهوری آذربایجان است، او دارندهٔ دو نشان طلا در رقابت‌های جهانی سال‌های ۲۰۱۷ و ۲۰۱۹ و نشان برنز المپیک تابستانی ریو ۲۰۱۶ می‌باشد. او دارای اصالت ترک قشقایی است.
بیگی در بیست و ششمین نسخهٔ رقابت‌های جام فجر در فوریه ۲۰۱۵ در ترکیب تیم ب ایران به مدال طلا رسید. او در مسابقات قهرمانی جهان ۲۰۱۵ از اعضای تیم ایران محسوب می‌شد و انتظار حضور او در این مسابقات می‌رفت. در همین حال، علی‌رغم اینکه وی با تهدید به گرفتن تابعیت کشور دیگر، اردوی تیم را ترک کرده‌بود، اعلام شده بود که وی به دلیل «مصدومیت» اردوی تیم ایران را ترک کرده‌است. وی در جام جهانی ۲۰۱۵ مردان به عنوان باارزش‌ترین بازیکن نامیده شد. در بازی‌های المپیک تابستانی ۲۰۱۶ با برتری برابر پیوتر پازینسکی به نشان برنز دست یافت.

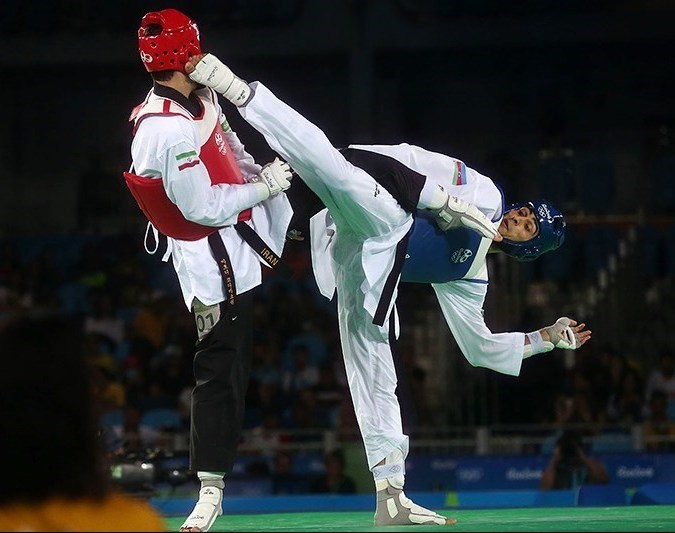
بیگی در حال اجرای فن باندا دولیوچاگی به صورت در بازی‌های المپیک ۲۰۱۶

## تغییر تابعیت

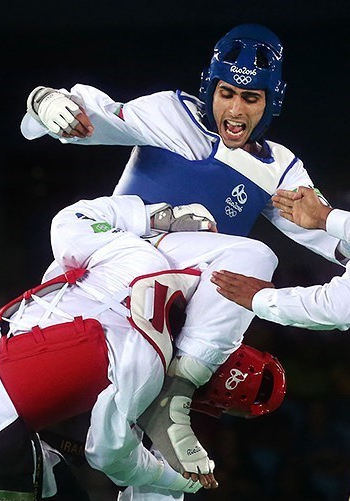

وی در سال ۲۰۱۵ تبعهٔ کشور آذربایجان شد و به تیم ملی آن کشور پیوست. او در مسابقات آزاد اوکراین با کسب یک مدال نقره، نخستین مدال خود را برای جمهوری آذربایجان به دست آورد. در بازی‌های اروپایی ۲۰۱۵ در باکو به مدال طلا رسید. میلاد بیگی در المپیک ۲۰۱۶ ریو مقابل مهدی خدابخشی، نمایندهٔ ایران به پیروزی قاطع ۱۷ بر ۵ دست یافت و در انتهای مسابقات به مدال برنز المپیک دست پیدا کرد. پس از این اتفاق، محمدرضا پولادگر ریاست فدراسیون تکواندوی ایران، میلاد بیگی و رضا مهماندوست را «مزدور» خطاب کرد.

## نتایج مسابقات
| شماره                       | سال  | رقیب                   | نتیجه            | رویداد                                               | مکان                   | توضیح                |
| --------------------------- | ---- | ---------------------- | ---------------- | ---------------------------------------------------- | ---------------------- | -------------------- |
| در تیم ملی ایران            |      |                        |                  |                                                      |                        |                      |
| ۱                           | ۲۰۱۴ | لونک                   | ۱۲:۳             | مسابقات قهرمانی نظامیان جهان                         | تهران، ایران           | دور یک‌چهارم پایانی   |
| ۲                           | ۲۰۱۴ | آرمن یارمیان           | ۱۷:۹             | مسابقات قهرمانی نظامیان جهان                         | تهران، ایران           | دور نیمه‌پایانی       |
| ۳                           | ۲۰۱۴ | محمد حمدی عبدالرحیم    | ۱۶:۴             | مسابقات قهرمانی نظامیان جهان                         | تهران، ایران           | نشان طلا کسب کرد     |
| ۴                           | ۲۰۱۵ | توران میزوری           | ۸:۰              | مسابقات آزاد فجر                                     | تهران، ایران           | دور نیمه‌پایانی       |
| ۵                           | ۲۰۱۵ | فرزاد عبداللهی         | ۱۲:۰             | مسابقات آزاد فجر                                     | تهران، ایران           | نشان طلا کسب کرد     |
| در تیم ملی جمهوری آذربایجان |      |                        |                  |                                                      |                        |                      |
| ۶                           | ۲۰۱۵ | سرگئی چایگا            | ۷:۱              | مسابقات آزاد اوکراین                                 | خارکیف، اوکراین        | دور نیمه‌پایانی       |
| ۷                           | ۲۰۱۵ | یونس ساری              | ۱۳:۱۵            | مسابقات آزاد اوکراین                                 | خارکیف، اوکراین        | نشان نقره کسب کرد    |
| ۸                           | ۲۰۱۵ | دمیر فژیک              | ۱۲:۰             | بازی‌های اروپایی                                      | باکو، جمهوری آذربایجان | دور یک‌هشتم پایانی    |
| ۹                           | ۲۰۱۵ | لوتالو محمد            | ۱۷:۵             | بازی‌های اروپایی                                      | باکو، جمهوری آذربایجان | دور یک‌چهارم پایانی   |
| ۱۰                          | ۲۰۱۵ | خولیو فریرا            | ۶:۲              | بازی‌های اروپایی                                      | باکو، جمهوری آذربایجان | دور نیمه‌پایانی       |
| ۱۱                          | ۲۰۱۵ | آلبرت کوان             | ۹:۴              | بازی‌های اروپایی                                      | باکو، جمهوری آذربایجان | نشان طلا کسب کرد     |
| ۱۲                          | ۲۰۱۵ | ۳۵:۱۳                  | مسابقات آزاد کره | چانچنئون، کره جنوبی                                  | دور نیمه‌پایانی         |                      |
| ۱۳                          | ۲۰۱۵ | ۱۵:۱۰                  | مسابقات آزاد کره | چانچنئون، کره جنوبی                                  | نشان طلا کسب کرد       |                      |
| ۱۴                          | ۲۰۱۵ | آرون کوک               | ۱۷:۵             | مسابقات آزاد لهستان                                  | ورشو، لهستان           | دور نیمه‌پایانی       |
| ۱۵                          | ۲۰۱۵ | ریکارد آندره اوردمن    | ۲۱:۲             | مسابقات آزاد لهستان                                  | ورشو، لهستان           | نشان طلا کسب کرد     |
| ۱۶                          | ۲۰۱۵ | حیدر اسکارا            | ۱۴:۱             | مسابقات آزاد روسیه                                   | مسکو، روسیه            | دور نیمه‌پایانی       |
| ۱۷                          | ۲۰۱۵ | طاهر گولش              | +:-              | مسابقات آزاد روسیه                                   | مسکو، روسیه            | نشان طلا کسب کرد     |
| ۱۸                          | ۲۰۱۶ | یانیس کوانا            | ۱۶:۰             | مسابقات انتخابی المپیک اروپا                         | استانبول، ترکیه        | دور یک‌هشتم پایانی    |
| ۱۹                          | ۲۰۱۶ | آرمن یارمیان           | ۱۱:۱             | مسابقات انتخابی المپیک اروپا                         | استانبول، ترکیه        | دور یک‌چهارم پایانی   |
| ۲۰                          | ۲۰۱۶ | یونس ساری              | ۱۰:۱             | مسابقات انتخابی المپیک اروپا                         | استانبول، ترکیه        | دور نیمه‌پایانی       |
| ۲۱                          | ۲۰۱۶ | پیوتر پازینسکی         | ۱۴:۲             | مسابقات انتخابی المپیک اروپا                         | استانبول، ترکیه        | نشان طلا کسب کرد     |
| ۲۲                          | ۲۰۱۶ | آرون کوک               | ۱۳:۲             | مسابقات جام ریاست جمهوری فدراسیون بین‌المللی تکواندو  | بن، آلمان              | دور نیمه‌پایانی       |
| ۲۳                          | ۲۰۱۶ | یونس ساری              | ۱۲:۴             | مسابقات جام ریاست جمهوری فدراسیون بین‌المللی تکواندو  | بن، آلمان              | نشان طلا کسب کرد     |
| ۲۴                          | ۲۰۱۶ | ایوان کارایلوویچ       | ۱۳:۰             | قهرمانی اروپا                                        | مونترو، سوئیس          | دور یک‌هشتم پایانی    |
| ۲۵                          | ۲۰۱۶ | لوتالو محمد            | ۱۳:۱             | قهرمانی اروپا                                        | مونترو، سوئیس          | دور یک‌چهارم پایانی   |
| ۲۶                          | ۲۰۱۶ | پیوتر پازینسکی         | ۱۶:۴             | قهرمانی اروپا                                        | مونترو، سوئیس          | دور نیمه‌پایانی       |
| ۲۷                          | ۲۰۱۶ | یونس ساری              | ۵:۰              | قهرمانی اروپا                                        | مونترو، سوئیس          | نشان طلا کسب کرد     |
| ۲۸                          | ۲۰۱۶ | لوکا کروات             | ۱۳:۱             | مسابقات آزاد لوگزامبورگ                              | لوگزامبورگ، لوکزامبورگ | نشان طلا کسب کرد     |
| ۲۹                          | ۲۰۱۶ | اسماعیل کولیبالی       | ۱۳:۶             | بازی‌های المپیک                                       | ریو دو ژانیرو، برزیل   | دور یک‌هشتم پایانی    |
| ۳۰                          | ۲۰۱۶ | مهدی خدابخشی           | ۱۷:۵             | بازی‌های المپیک                                       | ریو دو ژانیرو، برزیل   | دور یک‌چهارم پایانی   |
| ۳۱                          | ۲۰۱۶ | لوتالو محمد            | ۷:۱۲             | بازی‌های المپیک                                       | ریو دو ژانیرو، برزیل   | دور نیمه‌پایانی       |
| ۳۲                          | ۲۰۱۶ | پیوتر پازینسکی         | ۱۲:۰             | بازی‌های المپیک                                       | ریو دو ژانیرو، برزیل   | نشان برنز کسب کرد    |
| ۳۳                          | ۲۰۱۶ | ایوان کارایلوویچ       | ۱۸:۴             | مسابقات آزاد کرواسی                                  | زاگرب، کرواسی          | دور نیمه‌پایانی       |
| ۳۴                          | ۲۰۱۶ | روبرتو بوتا            | +:-              | مسابقات آزاد کرواسی                                  | زاگرب، کرواسی          | نشان طلا کسب کرد     |
| ۳۵                          | ۲۰۱۶ | حیدر اسکارا            | ۱۴:۰             | مسابقات گرند پری                                     | باکو، جمهوری آذربایجان | دور یک‌هشتم پایانی    |
| ۳۶                          | ۲۰۱۶ | هون کیم                | ۲۴:۱             | مسابقات گرند پری                                     | باکو، جمهوری آذربایجان | دور یک‌چهارم پایانی   |
| ۳۷                          | ۲۰۱۶ | رنه لیزاراکا والنزوئلا | ۱۸:۰             | مسابقات گرند پری                                     | باکو، جمهوری آذربایجان | دور نیمه‌پایانی       |
| ۳۸                          | ۲۰۱۶ | سیف عیسی               | ۱۲:۰             | مسابقات گرند پری                                     | باکو، جمهوری آذربایجان | نشان طلا کسب کرد     |
| ۳۹                          | ۲۰۱۷ | کن آسپ                 | ۳۷:۱۱            | "مسابقات جام ریاست جمهوری فدراسیون بین‌المللی تکواندو | آتن، یونان             | دور نیمه‌پایانی       |
| ۴۰                          | ۲۰۱۷ | یونس ساری              | ۱۰:۱             | "مسابقات جام ریاست جمهوری فدراسیون بین‌المللی تکواندو | آتن، یونان             | نشان طلا کسب کرد     |
| ۴۱                          | ۲۰۱۷ | مجید المبروک           | ۲۱:۲             | بازی‌های همبستگی اسلامی                               | باکو، جمهوری آذربایجان | دور یک‌چهارم پایانی   |
| ۴۲                          | ۲۰۱۷ | علیرضا درویش‌پور        | ۲۴:۴             | بازی‌های همبستگی اسلامی                               | باکو، جمهوری آذربایجان | دور نیمه‌پایانی       |
| ۴۳                          | ۲۰۱۷ | یونس ساری              | ۹:۵              | بازی‌های همبستگی اسلامی                               | باکو، جمهوری آذربایجان | نشان طلا کسب کرد     |
| ۴۴                          | ۲۰۱۷ | دیجیبو کادری باکنا     | ۳۰:۹             | قهرمانی جهان                                         | موجو، کره جنوبی        | دور یک‌سی‌ودوم پایانی  |
| ۴۵                          | ۲۰۱۷ | هیدنوری اباتا          | ۱۸:۷             | قهرمانی جهان                                         | موجو، کره جنوبی        | دور یک‌شانزدهم پایانی |
| ۴۶                          | ۲۰۱۷ | رائول مارتینز          | ۱۹:۱۳            | قهرمانی جهان                                         | موجو، کره جنوبی        | دور یک‌هشتم پایانی    |
| ۴۷                          | ۲۰۱۷ | موزس هرناندز           | ۱۹:۱۰            | قهرمانی جهان                                         | موجو، کره جنوبی        | دور یک‌چهارم پایانی   |
| ۴۸                          | ۲۰۱۷ | آرون کوک               | ۴۱:۵             | قهرمانی جهان                                         | موجو، کره جنوبی        | دور نیمه‌پایانی       |
| ۴۹                          | ۲۰۱۷ | آنتون کوتکوف           | ۲۱:۳             | قهرمانی جهان                                         | موجو، کره جنوبی        | نشان طلا کسب کرد     |
| ۵۰                          | ۲۰۱۷ | ژیان میشل فرناندز      | ۲۹:۱             | بازی‌های یونیورسیاد                                   | تایپه، تایوان          | دور یک‌شانزدهم پایانی |
| ۵۱                          | ۲۰۱۷ | بوگدان کرچکین          | ۲۵:۸             | بازی‌های یونیورسیاد                                   | تایپه، تایوان          | دور یک‌هشتم پایانی    |
| ۵۲                          | ۲۰۱۷ | هیدنوری اباتا          | ۳۲:۱۵            | بازی‌های یونیورسیاد                                   | تایپه، تایوان          | دور یک‌چهارم پایانی   |
| ۵۳                          | ۲۰۱۷ | وی-تینک لیو            | ۱۲:۴             | بازی‌های یونیورسیاد                                   | تایپه، تایوان          | دور نیمه‌پایانی       |
| ۵۴                          | ۲۰۱۷ | رائول ماتینز گارسیا    | ۶:۳              | بازی‌های یونیورسیاد                                   | تایپه، تایوان          | نشان طلا کسب کرد     |
| ۵۵                          | ۲۰۱۷ | سیف عیسی               | ۱۲:۱۳            |                                                      | رباط، مراکش            | کسب نشان برنز        |